# I Never Loved a Man (The Way I Love You)
"I never loved a man (the way I love you)" es la canción que da título al álbum de Aretha Franklin del mismo nombre editado en 1967. 
"You're no good, heartbreaker/You're a liar and a you're a cheat" - así comienza esta innegable voz, enumerando los pecados de su hombre, que no son pocos. El piano de Spooner Oldham comienza los bochornosos acordes, mientras Roger Hawkins golpea ligeramente los timbales, y Aretha atestigua que no tiene un hombre bueno, a su incomparable ritmo góspel. "And I don't know why/I let you do these things to me," she sings, simmering up. "My friends keep telling me/You're no good/But they don't know that/I'd leave you if I could/I guess I'm uptight/But I'm stuck like glue/'Cause I never, I never, I never, no no/Loved a man the way that I, I love you." Aquí en el primer verso, Aretha, establece una interpretación temblorosa que la coloca directamente como la primera dama del soul. 
Jerry Wexler, vicepresidente de Atlantic, trajo a Aretha de Columbia donde estaban muy equivocados sobre el material que debía interpretar Aretha. Esta canción escrita por Ronnie Shannon, ya había sido cantanda por otros intérpretes, pero con muy poco éxito, hasta que Aretha la grabó siguiendo la idea original de Shannon, algo que nunca se había hecho.
La canción está dotada de una gran cercanía y viveza, gracias al contraste entre un fondo suave y triste y unas notas de piano alegres, pero lo que más aviva la canción es la pureza con la que el micrófono distorsiona ante el poder impresionante de la voz de Aretha, en especial en el puente en que dice - "I guess I'll never be free/Since I've got...your hooks...in me, oh!"... La canción ha pasado a ser una de las mejores definiciones del soul.
- Datos: Q2112923